# مدرسة هارتفورد للإناث
تأسست مدرسة هارتفورد للإناث (بالإنجليزية: Hartford Female Seminary)‏ في هارتفورد، كونيتيكت في عام 1823، من قبل كاثرين بيتشر، مما يجعلها واحدة من أولى المؤسسات التعليمية الكبرى للنساء في الولايات المتحدة. بحلول عام 1826، كان قد سجل ما يقرب من 100 طالب. نفذت برامج جذرية مثل دورات التربية البدنية للنساء. سعى بيتشر إلى مساعدة ماري ليون في تطوير الإكليريكية.أغلقت مدرسة هارتفورد للإناث في النصف الأخير من القرن التاسع عشر.
درَّست هارييت بيتشر ستو في المدرسة بدءًا من نوفمبر 1827.

## خريجون
- روز تيري كوكي
- فاني فيرن
- هيريت بيتشر ستو

## روابط خارجية
- كتالوج الكلية 1867